# Darja Dmitrijevová (moderní gymnastka)
Darja Andrejevna Dmitrijevová (* 22. července 1993 Irkutsk, Rusko) je ruská moderní gymnastka. Na LOH 2012 v Londýně získala stříbrnou medaili, kde si od začátku držela druhou pozici poté, co si světová jednička Jevgenija Kanajevová vytvořila tříbodový náskok. Je držitelkou několika medailí z mistrovství světa i Evropy. Ačkoliv oficiálně neskončila kariéru, už nezávodí.